# Blue Gemini

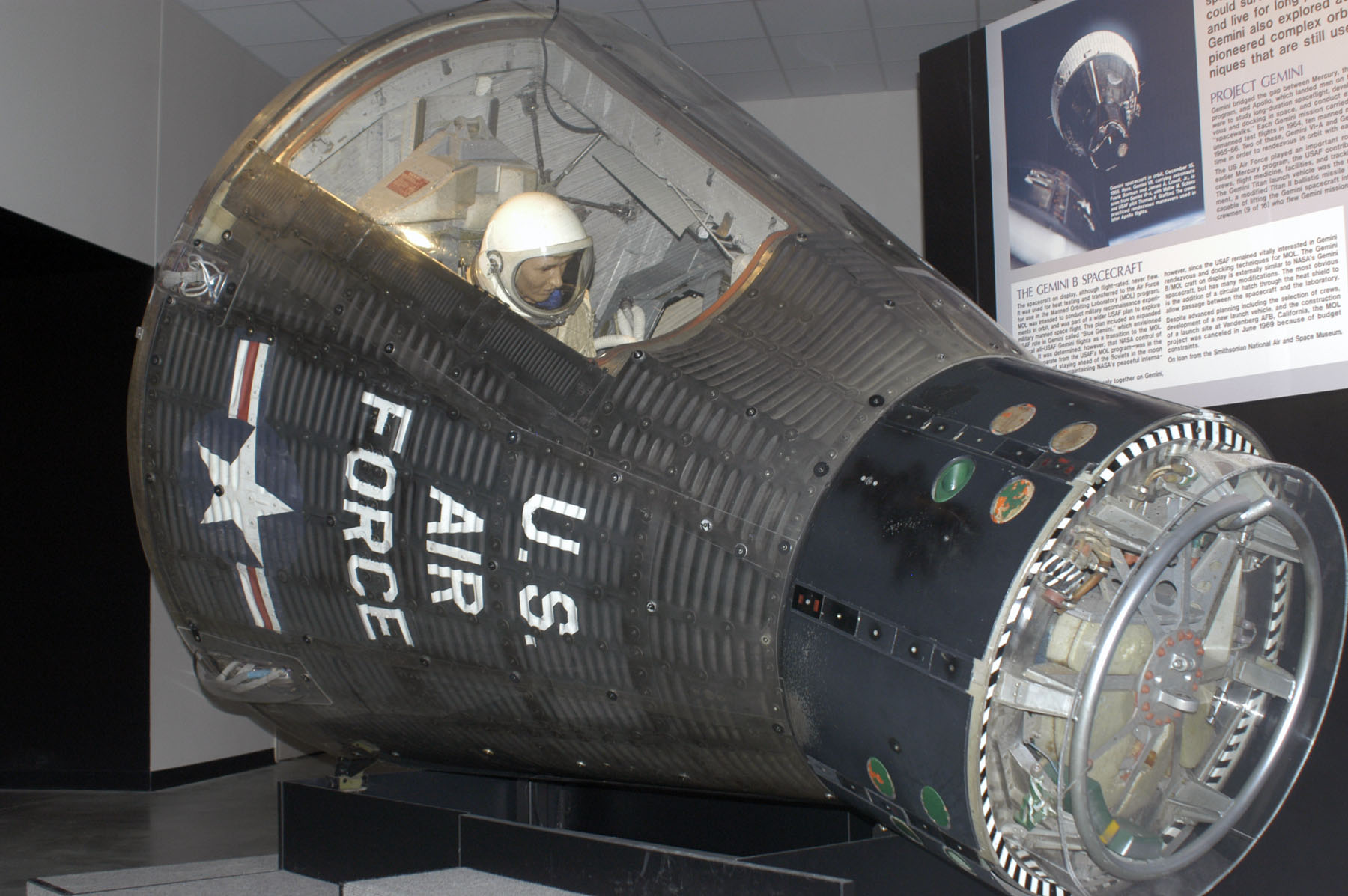
Nave Gemini exibindo logotipo da USAF

Blue Gemini foi um projeto da Força Aérea dos Estados Unidos (USAF) proposto pela primeira vez em agosto de 1962 para uma série de sete voos da nave espacial Gemini para permitir que a Força Aérea ganhasse experiência em voo espacial tripulado antes do lançamento do Manned Orbital Development System, ou MODS. O plano era utilizar uma nave Gemini.

## Cancelamento
Devido a Blue Gemini ter sido apenas um projeto no papel que foi cancelado antes da NASA começar os voos da Gemini, nenhum componente para a Blue Gemini chegou a ser construído. Um artigo de teste em exposição no Museu Nacional da Força Aérea dos Estados Unidos em Wright-Patterson AFB, Ohio é a nave espacial Gemini B, reconhecido por seu distintivo "US Air Force" escrito na lateral, e a escotilha circular cortando o escudo de calor.